# داستان ملال‌انگیز (فیلم)
داستان ملال‌انگیز (لهستانی: Nieciekawa historia) فیلمی لهستانی به کارگردانی وویچیخ یژی هاس است که در سال ۱۹۸۳ منتشر شد. این فیلم بر پایهٔ داستان کوتاهی به همین نام اثر آنتون چخوف ساخته شد.

## گزیدهٔ بازیگران
- گوستاف هولوبک
- هانا میکوچ
- آنا میلفسکا
- یانوش گایوس
- مارک بارگیه‌ئوفسکی
- یانوش میخائوفسکی
- یژی زیگمونت نواک